# 尾道ラーメン

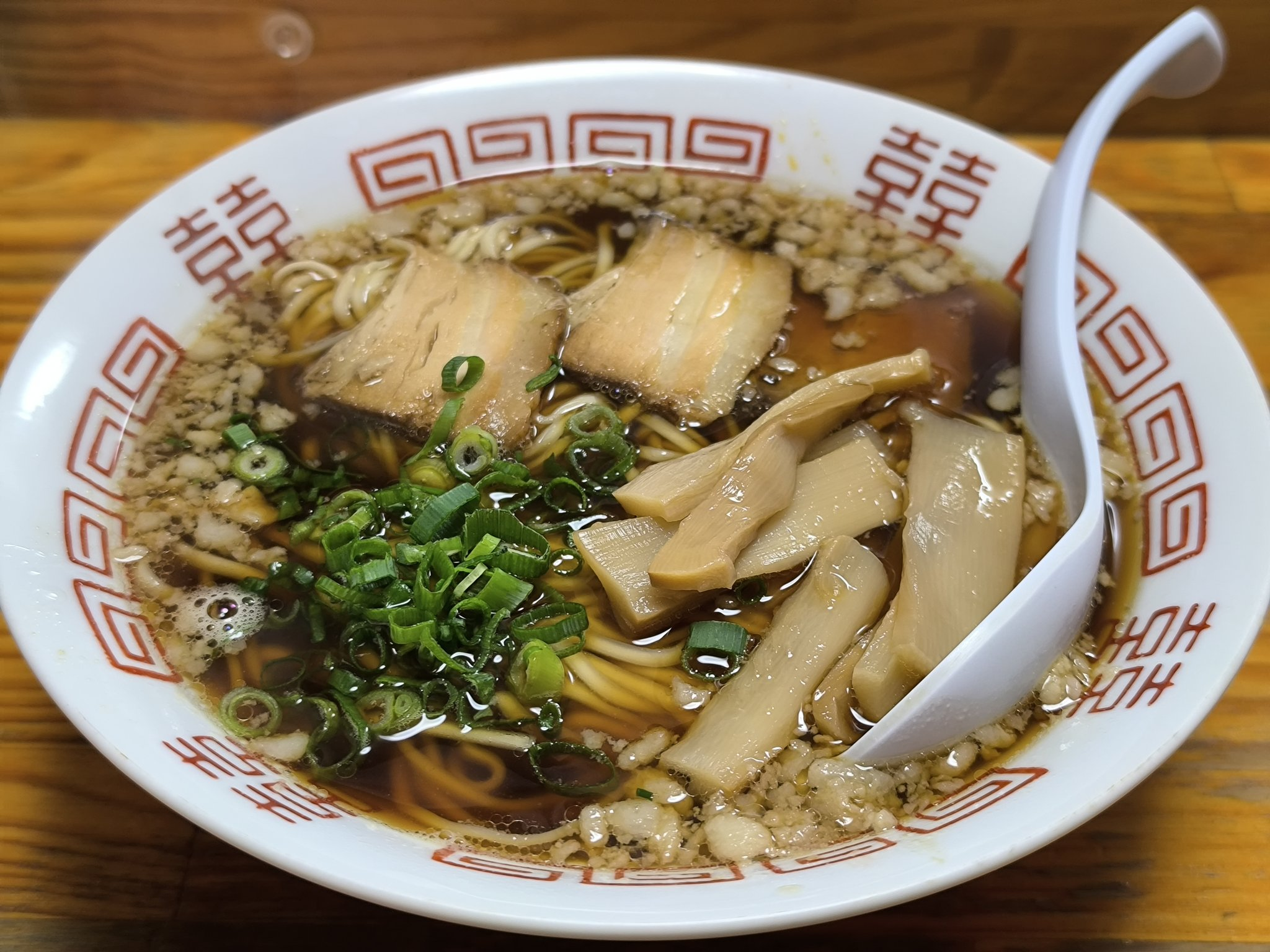
尾道ラーメン

尾道ラーメン（おのみちラーメン）は、尾道市を中心とした広島県備後地方のご当地ラーメン。

## 歴史
尾道ラーメンは、1928年（昭和3年）に中国福建省出身の「張」が尾道市内に移り住み、露店で売り歩いたのが始まりとする資料と、1947年に尾道で台湾出身の朱阿俊が屋台で提供した中華そばに始まったとする資料が存在する。朱阿俊は店を構えたのち「朱華園」の看板を掲げた。醤油味ベースのスープに平打ち麺、トッピングに豚の背脂のミンチを乗せたものは朱華園で「中華そば」として提供されていたが、2019年6月18日に閉店。朱華園の味は本店で修行を積んだ店主により福山市神辺町の中華そば「しんたく」に引き継がれている。
1990年代になると福山市鞆の浦の珍味メーカー「阿藻珍味（あもちんみ）」が「お土産用尾道ラーメン」を販売する。鶏ガラスープに平子いわしを使ったもので、以後、この系統のラーメンを出す店が増え、一般的に「尾道ラーメン」といった場合には、こちらを指すことが多い。
なお、阿藻珍味は福山市のメーカーであるため、岩岡洋志は「尾道・福山ラーメン」と呼ぶべきかもしれないと述べている。
このように尾道ラーメンは朱華園をルーツとするものと、阿藻珍味をルーツとするもの、二つの系統があると言える。
なお、朱華園の二代目となる壇上俊博は「ラーメン作りで父（朱阿俊）に教わったことはひとつもない」とインタビューで答えており、2019年6月18日まで朱華園で食べられていた中華そばは、初代である父親の味を壇上が独自に研究、再現、改良したものである。
2020年11月16日、「朱華園」経営者の親族による経営で、中華そば「朱」（尾道市十四日元町）が新規開店した。

## 特徴
豚の背脂を浮かせた醤油ベースのスープと平打ち麺が特徴。
ただし、店ごとの個性も大きく、豚骨と海産物ベースのスープにストレート細麺の尾道ラーメンを出す店、豚骨、鶏ガラ、野菜、こんぶからスープを取る店もある。市内に古くからある店では「中華そば」の名で豚の背脂を使用しない店も多い。
天ぷら（かき揚げ）を乗せた「天ぷら中華」を出す店もある。

## 商品化
カップ麺が販売されている。
- 『麺ニッポン 尾道ラーメン』（2016年、日清食品） - 多めの豚の背脂、瀬戸内産いりこ粉（イワシの煮干しを粉末にしたもの）を利かせた醤油ベースのスープ[10]。
- 『マルちゃんでかまる 尾道ラーメン 背脂醤油』（2016年、東洋水産） - やや太めの麺にチキンをベースに、魚介の風味を利かせた醤油味スープ。オイルに背脂を使用[11]。
- 『タテ型 飲み干す一杯 尾道 背脂醤油ラーメン』（2017年、エースコック） - 香味野菜の旨み、瀬戸内産いりこ風味の醤油スープ[12]。